# 朱國楨 (光緒進士)
朱國楨（1878年—1927年），字星胎，湖北武昌府大冶縣金山店朱家山頭灣人，清朝及中华民国官員。

## 生平
光绪十九年（1893年），朱国桢获恩科房荐，光绪二十八年（1902年）中举人，光绪二十九年（1903年）中进士。同年闰五月，改翰林院庶吉士，被朝廷派赴日本留学，在早稻田大学学习法律。归国后，历任政要处纂修、国史馆总纂、实录馆纂修、中丞参政等职务。不久，辛亥革命爆发，清朝灭亡。
中华民国成立后，他曾到武汉副总统黎元洪处任法律顾问，并任湖北法律专科学校校长。不久，转任湖北省政府秘书长，湖北省自治筹备处处长，代理湖北省教育厅长，湖北省选举总事务所所长。1914年前后，出任全国禁烟局总督办。不久，调任浙江教育厅厅长。最后，回到湖北任全省自治筹备处参议。1921年，辞去全省自治筹备处参议一职，寓居武昌。1926年，朱国桢患“偏枯”（半身不遂）。
1927年，朱国桢病逝。享年49岁。

## 家庭
朱國楨是朱海鯤的長子。